# Pyronia quadriocellata
Pyronia quadriocellata är en fjärilsart som beskrevs av Felix Bryk 1940. Pyronia quadriocellata ingår i släktet Pyronia och familjen praktfjärilar. Inga underarter finns listade.